# داوود نجیم
داوید نجم (زاده ۲۶ مه ۱۹۹۲) بازیکن فوتبال اهل افغانستان است که در پست فولبک، برای باشگاه نیومکزیکو یونایتد و تیم ملی افغانستان بازی می‌کند.